# 2.16예술상
2.16예술상은 격년제로 개최되는 조선민주주의인민공화국의 가장 권위 있는 음악·무용 개인경연대회이다.

## 개최 시기
처음에는 김정일 국방위원장 생일행사의 일환으로 내각 문화성의 주관하에 1991년 2월부터 매년 2월에 개최하고 있었으나, 2008년 제18차 2.16예술상부터 격년제로 바꾸어 열리고 있으며 이 대회는 본선(3선) 개막과 폐막(시상식)을 2월과 4월, 김정일 생일과 김일성 생일에 즈음하여 시행하는데, 전년도 10월 말부터 두 단계의 예선(1선, 2선 경연)을 거치게 된다.

## 경연 부문과 방법
경연은 민족 현악기·민족 죽관악기·민족 지탄악기 부문, 첼로·콘트라베이스 부문, 바이올린·비올라 부문, 피아노 부문, 손풍금·바얀 부문, 양악 목관악기 부문, 그리고 민족성악·양악성악 부문, 무용 부문 등 12개 부문이 있으며, 또한 1조와 2조로 나누어 진행한다. 1조에서는 중앙 예술단체 예술인들과 김원균명칭 음악종합대학 교원과 학생들, 평양음악무용학원 교원들이, 2조에서는 평양음악무용학원과 금성학원 학생들, 그리고 지방의 예술단체와 예술교육기관 예술인, 교원, 학생들이 참가하여 겨루게 된다. 17살 이상의 음악, 무용예술인들과 예술전문교육부문의 교원, 학생들 그리고 해외동포예술인 등 희망에 따라 참가할 수 있다.
경연은 또한 조선민주주의인민공화국의 음악, 무용 작품들과 세계적으로 널리 알려진 외국 음악작품들 가운데서 경연조직위원회가 지정한 작품들과 참가자들이 준비한 작품, 새로 창작한 작품들을 가지고 수준을 평가하여 등수를 가르는 방법으로 진행한다. 경연은 3선으로 나뉘여 진행되며 3선에서 등수를 결정한다.

## 제22차 2.16예술상
가장 최근의 2016년 제22차 2.16예술상 개인경연의 경우 2월 12일의 모란봉극장 개막식을 시작으로 민족기악, 성악, 무용을 비롯한 12개 부문으로 나뉘어 평양대극장과 윤이상음악당에서 각기 진행되었으며, 중앙과 지방의 예술단체들과 예술 교육부문의 예술인, 교원, 학생들, 해외동포예술인들이 경연에 참가하였다. 폐막식은 4월 29일 모란봉극장에서 있었는데 폐막식에서는 2.16예술상 개인경연 등수가 발표되였으며 국립민족예술단 연주가 김금희, 김원균명칭 음악종합대학 학생 박건의를 비롯한 36명의 입상자들에게 증서와 메달이 수여되었다고 조선중앙통신은 보도하였다.